# Dennis Wilshaw
Dennis James Wilshaw (Stoke-on-Trent, 1926. március 11. – Stoke-on-Trent, 2004. május 10.) angol labdarúgócsatár.
Az angol válogatott tagjaként részt vett az 1954-es labdarúgó-világbajnokságon.